# Magnus Liljedorff
Magnus Liljedorff, född 23 juni 1894 i Ingatorps församling, Jönköpings län, död 4 februari 1958 i Veta församling, Östergötlands län, var en svensk präst.

## Biografi
Magnus Liljedorff föddes 1894 i Ingatorps församling. Han var son till folkskolläraren Karl Johan Peterson och Maria Dorff. Liljedorff studerade i Kalmar och Uppsala. Han blev höstterminen 1917 student vid Uppsala universitet och avlade teologisk-filosofisk examen 30 maj 1919, teologie kandidatexamen 31 januari 1925 och praktisk teologiskt prov 14 maj 1925. Liljedorff prästvigdes 25 maj 1925 och blev 16 september 1925 komminister i Målilla med Gårdveda församling med tillträde 1 oktober 1925. Han blev 15 september 1928 kyrkoherde i Veta församling med tillträde 1 maj 1930. Liljedorff blev 1939 kontraktsprost i Vifolka och Valkebo kontrakt. Han avled 1958 i Veta församling.

## Familj
Liljedorff gifte sig 23 juni 1926 med studenten Anna Andersson (född 1900). Hon var dotter till lantbrukaren Johan Andersson och Anna Fredrika Johansson.